# 루시우
루시마르 페헤이라 다 시우바(포르투갈어: Lucimar Ferreira da Silva, 1978년 5월 8일, 브라질 브라질리아 ~ )는 루시우(포르투갈어: Lúcio)라는 이름으로 알려져 있는 브라질의 전 축구 선수로, 포지션은 센터백이다.
루시우는 2001년 레버쿠젠으로 이적하였으며, 이듬해 팀의 분데스리가 준우승, UEFA 챔피언스리그 결승에 공헌하였다. 그는 2004년부터는 바이에른 뮌헨으로 옮겨와 주전 수비수로 활약하였으며, 2009년 여름 인테르나치오날레로 이적하였다.
이적하면서 그는 같이 중앙 수비수를 맡은 왈테르 사무엘과 호흡을 잘 맞추면서 이적 첫 시즌 인테르의 트레블에 큰 기여를 해주었다.
2011/12 시즌 종료 후 루시우는 팀과 계약을 해지하였고, 유벤투스 FC에서 그를 자유 이적의 형태로 영입하였다. 계약기간은 2년이다.
그리고 그는 2012/13 시즌 도중에 유벤투스와 계약을 해지하였고, 상파울루에 합류하였다
그는 2010년 FIFA 월드컵과 2011년 코파 아메리카에서 브라질 축구 국가대표팀의 주장을 맡았다.

## 같이 보기
- A매치 100경기 이상 출전한 축구 선수 명단

## 수상

#### 바이어 04 레버쿠젠
- UEFA 챔피언스리그 준우승 : 2001-02

#### 바이에른 뮌헨
- 분데스리가 : 우승 (2004-05, 2005-06, 2007-08)
- DFB-포칼: 우승 (2004-05, 2005-06, 2007-08)
- DFB 리가포칼 : 우승 (2004, 2007)

#### 인테르나치오날레
- 세리에 A : 우승 (2009-10)
- 코파 이탈리아 : 우승 (2009-10, 2010-11)
- 수페르코파 이탈리아나 : 우승 (2010, 2012)
- UEFA 챔피언스리그 : 우승 (2009-10)
- FIFA 클럽 월드컵 : 우승 (2010)

#### 유벤투스
- 수페르코파 이탈리아나 : 2012

#### 브라질
- FIFA 월드컵 : 우승 (2002)
- FIFA 컨페더레이션스컵 : 우승 (2005, 2009)

### 개인
- 볼라 지 프라타 : 2000
- FIFA/FIFPro 월드 베스트 XI : 2010
- FIFA 컨페더레이션스컵 베스트 11 : 2009
- ESM 올해의 팀 : 2001–02, 2005–06, 2009–10
- 키커 분데스리가 올해의 팀 : 2000–01, 2001–02, 2002–03, 2003–04, 2004–05, 2005–06
- 피라타도르 : 2012